# Ngargosari (Loano)
Ngargosari is een bestuurslaag in het regentschap Purworejo van de provincie Midden-Java, Indonesië. Ngargosari telt 978 inwoners (volkstelling 2010).